# Mitakataka
Mitakataka è un villaggio che si trova nel comune di Bubanza, nell'omonima provincia, nel nordovest del Burundi. È uno dei villaggi più popolati, ed è fonte del fiume Canal, un fiume a irrigazione artificiale creato a seguito della decolonizzazione del paese. Tra i personaggi nativi del villaggio più noti troviamo Manasse Nzobonimpa, membro dell'assemblea legislativa est africana ed ex-governatore di Bubanza, e Nyabenda Pascal, ex-presidente del partito CNDD FDD.
Il villaggio è noto di fama per le sue risaie, che le rendono uno dei villaggi più ricchi e il maggior contribuente alla provincia di Bubanza in termini di tassazione in base alla produzione. Le risaie sono pertanto l'attività principale degli abitanti del villaggio, che tuttavia producono anche altre coltivazioni, tra cui olio di palma, fagioli, cassava e altre. Inoltre, prima e dopo la guerra civile in Burundi nel 1993, il villaggio è stato anche una fonte ricca di ghiaia, che si usa tuttora per la costruzione delle strade in tutto il paese. Il nome del villaggio deriva dal termine Umutakataka, un albero che ha origine nello stesso Burundi.
Gahongore, una collina che si trova al centro del villaggio, è ritenuta essere ricca di minerali, anche se non è stato ancora condotto uno studio concreto nei riguardi della collina.